# Романовские (ветвь князей Ярославских)
Князья Романовские — ветвь князей Ярославских (Рюриковичи).

## История
Родоначальником их был один из сыновей великого князя ярославского Василия Давыдовича Грозные Очи — Роман Васильевич. Он построил себе городок Романов и стал в нём княжить. Участвовал в походе великого князя Дмитрия Ивановича на Тверь в 1375 году и вместе с младшим сыном Андреем в Куликовской битве в 1380 году. При его внуках удел раздробился на 5 частей.
Потомки Романа Васильевича:
- Старший сын, Иван Романович Неблагословенный Свистун, князь Романовский, оставил двух сыновей:
  - Фёдор Иванович Мордка (известен только по родословным, видимо потерял удел, так как находился на московской службе в Твери), от которого пошёл род князей Морткиных (а от праправнука его — князя Василия Ивановича — род князей Бельских, некоторые исследователи ведут от него и князей Горчаковых).
  - Афанасий, родоначальник Шехонских.

- Второй сын, Дмитрий Романович
  - старший, Иван Дмитриевич Дей, князь Кубенский, стал родоначальником князей Деевых.
  - младший, Василий Дмитриевич, умер бездетным.

- Третий сын, Василий Романович
  - Василий, бездетный.

- Четвёртый сын, Даниил Романович:
  - старший сын, Лев Даниилович Зубатый, от которого пошли князья Львовы.
  - младший сын, Василий Даниилович — князья Ухорские.

- Илья, умер бездетным.
- Андрей, умер бездетным.